# Guthram Gowt
Guthram Gowt – wieś w Anglii, w hrabstwie Lincolnshire, w dystrykcie South Holland. Leży 53 km na południe od Lincoln i 143 km na północ od Londynu.